# 朝凪的海中散步者
《朝凪的海中散步者》（朝凪のアクアノーツ）又稱《真夏的人魚傳說》是日本的成人遊戲製作公司Fizz開發的PC用美少女遊戲。2008年4月25日發售。Fizz的第二作。日製漢字「凪」表示「無風、風平浪靜」的意思。

## 登場人物

### 主要角色
慧本亞樹（Emoto Aki）
本作品的男主角。「白濱學園」（Shirahama Gakuen）的二年級的男生。旱鴨子。
朝凪深緒（Asanagi Mio，聲：榊原由依）
本作品的女主角。跟亞樹同班的女生，性格粗暴，屬於合唱部。實際上她的真面目是人魚（Seiren），也是海中王國「Aqua Marina」（アクア・マリナ）的下次女王候補人。
小鳥遊美幸（Takanashi Miyuki，聲：安玖深音）
學園一年級的女生，合唱部員及深緒的密友，性格溫和。溫泉旅館「海賓荘」的女店主的女孩兒。喜歡亞樹。
慧本友里子（Emoto Yuriko，聲：青山由香里）
亞樹的雙胞胎姐姐。和亞樹相反成績優秀，性格爽朗。屬於弓道部。
白玉華奈香（Shiratama Kanaka，聲：木村綾香）
不可思議的少女。總是穿和服，喜歡冰淇淋。實際上她是人類和人魚的混血兒。

### 次要角色
美麗兒·利文斯通（Meriel Livingstone）　聲：金松由花
跟亞樹同班的英國人少女。屬於弓道部。不會說英語。通稱「美麗」（Mery）。不喜歡豌豆。
慧本向日葵（Emoto Himawari，聲：羽高奈留）
亞樹和友里子的母親，也是「海神神社」（Watatsumi Jinja）的巫女。
高本總一郎（Takamoto Sōichirō，聲：島田友樹）
學園的男生，亞樹的同班同學及朋友，通稱「一郎」（イチロー）。
磯乃太平（Isono Taihei，聲：原田友貴）
和風珈琲館「夏椿」的店主的男人。
磯乃珠美（Isono Tamami，聲：澁谷姬）
太平的女孩兒。
松木（Matsuki，聲：櫻井愛麗絲）
學園的女生，合唱部部長。
竹內（Takeuchi，聲：逢川奈奈）
合唱部員的女生，松木的朋友。
會澤理（Aizawa Osamu）
大學教員的男人，太平的友人。
塞雷娜（Serena，聲：楠鈴音）
謎的女性。

## 相關商品
CD
- 主題歌單曲（作詞、歌：榊原由依／作曲、編曲：藤田淳平）
  - 片頭曲「Aqua Voice」（2007年10月26日發售）
  - 片尾曲「Blue eyes」（2008年5月30日發售）
- 原聲帶（Original Sound Track）（2008年5月30日發售）
- 枕套（慧本友裡子）

## 註腳
1. 1 2 3 4 5 6 7 8 9 10 11 12 13  . Fizz.   [2017年3月28日]. （原始内容存档于2010年10月20日） （日语）.

## 外部連結
- Fizz > 朝凪的海中散步者 （日語）